# Эрар де Бар-ле-Дюк
Жан Эрар (Jean Errard, род. прибл. 1554 г., Бар-ле-Дюк, умер 20 июля 1610 года в Седане) — французский математик и военный инженер. Рождённый в Лотарингии, первоначально служил при дворе местного герцога, затем, обратившись в протестантизм, проявил себя на службе у короля Франции Генриха IV. Автор нескольких трудов по математике и фортификации. Представив во Франции итальянские фортификации, он был предшественником Вобана, первым применил бастионную фортификацию и объяснил её принципы. Его работы принесли ему славу «отца французского укрепления». Геометрия обуславливает его стратегическое мышление, с её помощью Эрар объяснял формы и пропорции построения укреплений. Главный постулат его теоретической работы заключался в том, что оборона должна опираться больше на пехоту, чем на артиллерию, огонь которой в то время не был достаточно эффективен. По его проектам построена дюжина цитаделей и крепостей, среди них сооружения в Амьене, Вердене и Сен-Тропе.